# Marie-Anne-Catherine Quinault

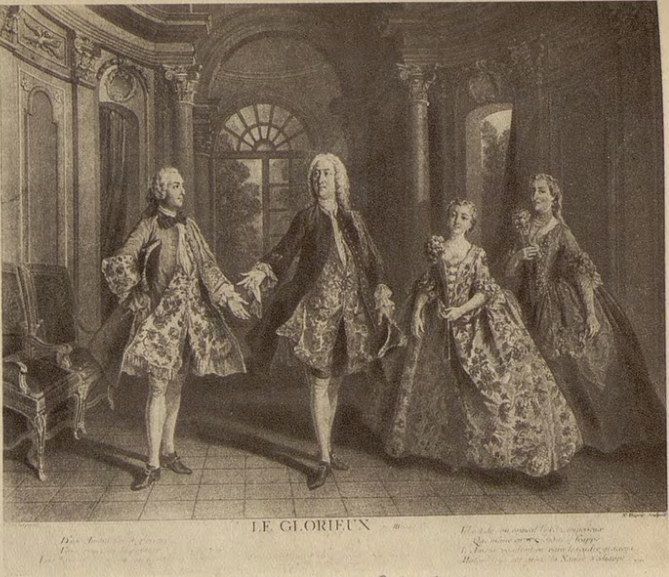
Familia Quinault en Le Glorieux

Marie-Anne-Catherine Quinault (26 de agosto de 1695 - 1793) (conocida como Mademoiselle Quinault l'aînée, la mayor) fue una cantante y compositora francesa.
Quinault nació en Estrasburgo. Su padre fue el actor Jean Quinault (1656-1728), y uno de sus hermanos fue Jean-Baptiste-Maurice Quinault, cantante, compositor y actor. Hizo su debut en la Académie Royale de Musique en 1709 en Bellérophon de Jean-Baptiste Lully. Permaneció en la ópera hasta 1713. En 1714 comenzó a cantar en la Comédie-Française, donde permaneció hasta 1722 Quinault compuso motetes para la Capilla Real del Palacio de Versalles. Por uno de estos motetes, gracias a la benevolencia del duque de Orleans, se le otorgó el primer y último gran cordón de la Orden de San Miguel jamás otorgado a una mujer
Primero fue la amante de Louis, el duque de Orleans, y luego de Philippe Jules François Mancini, el duque de Nevers, con quien pudo haber estado casada en secreto. Esto la llevó a esferas sociales más altas y le valió una pensión del patrimonio privado del Rey. Desde 1723 hasta 1793 vivió en un apartamento del Louvre, en el Pabellón de L'Infante. Murió en París en 1793.

## Otras lecturas
- Lamothe-Langon, Etienne-Léon. 1836. Mémoires de Mademoiselle Quinault ainée (de la Comédie-Française), duchesse de Nevers, Chevaliére de l'ordre royal de Saint-Michel, de 1715 à 1793, 2 vols. Paris: Ch. Allardin.
- Scott, Virginia. Women on the Stage in Early Modern France: 1540–1750. Cambridge University Press, 2010.

- Datos: Q3291500